# Giava
Java o Giava (AFI: /ˈʤava/; in indonesiano Jawa; in giavanese ꦗꦮ) è la meno estesa delle quattro grandi isole della Sonda, ma è il cuore dell'Indonesia, di cui è la parte più popolosa e sviluppata economicamente, con una popolazione di poco inferiore ai 150 milioni di abitanti e con una superficie di 125.622 km², che sale a 132.174 km² con la vicina isola di Madura, amministrativamente e fisicamente congiunta all'isola principale. Con una densità di popolazione di 1120 abitanti per chilometro quadrato è inoltre una delle zone più densamente popolate della Terra e ha più abitanti di Canada, Groenlandia, Spagna e Italia messi insieme.
L'isola ha forma rettangolare allungata; misura in direzione est-ovest 1060 km, mentre la larghezza varia da 55 a 200 km. Situata tra 5° 52' e 8° 37' di latitudine sud, è separata da Sumatra dallo stretto della Sonda e da Bali dallo stretto omonimo. Fa parte dell'arco più meridionale ed esterno dell'Indonesia e si affaccia verso sud sulle grandi fosse dell'Oceano Indiano (fossa di Giava, 7725 m) e verso nord sul mare omonimo.

## Geografia fisica
Geologicamente l'isola è di costituzione recente, tanto che il basamento è formato da rocce terziarie, le quali affiorano come marne e calcari nella zona orientale, mentre quasi dovunque sono ricoperte da rocce vulcaniche o da formazioni alluvionali quaternarie. I geologi ritengono che le formazioni terziarie riposino su strati più antichi di scisti paleozoici, i quali però non sono stati segnalati in nessun punto dell'isola, mentre appaiono nel gruppo insulare di Karimundjawa nel mare a nord dell'isola. Le formazioni terziarie appartengono al Miocene o al Pliocene, ma per due terzi almeno le rocce superficiali sono attribuibili all'azione vulcanica e al Pleistocene.
Morfologicamente l'isola appare costituita da una serie di alture che la attraversano da ovest a est, a cui si appoggiano verso nord una zona pianeggiante piuttosto estesa e continua e verso sud rilievi collinari intervallati da minori pianure. Non si tratta di una vera catena, ma piuttosto d'un allineamento di massicci quasi sempre di origine vulcanica, separati da ampie valli o da zone depresse che ne interrompono la continuità. Gli strati terziari, rimasti quasi orizzontali, tanto lungo la costa settentrionale, quanto nella parte meridionale dell'isola, presentano pieghe più forti lungo la linea centrale, dove si allunga un solco accentuato nel quale hanno trovato posto le valli superiori di alcuni fiumi, fra cui i principali sono il Solo ed il suo tributario, il Lusi.
In corrispondenza di questo solco e lungo i suoi fianchi si è manifestata un'intensa attività vulcanica, che dapprima, e specialmente nel Miocene, era costituita dall'emissione di lave basaltiche o andesitiche attraverso larghe fessure allungate nella direzione dei paralleli, mentre sulla fine del Pliocene e nel Quaternario l'attività vulcanica assunse il carattere di tipo esplosivo, con la formazione dei grandi coni vulcanici con materiale piroclastico alternato a grandi colate laviche. Soltanto pochi di questi vulcani hanno conservato il cono originario: spesso si presentano troncati nella parte superiore da successive esplosioni o semidistrutti dalle erosioni per cui gli antichi crateri, in parte franati, si mostrano come enormi caldere, con diametri di decine di chilometri, come è il caso del Ringgit di Giava orientale.
Le formazioni vulcaniche recenti costituiscono le zone più elevate dell'isola: 45 coni recenti si elevano da 2000 a 3000 m e 14 sorpassano i 3000 m, come il Tjareme (3078 m) a sud di Tjirebon, noto per la forma quasi perfetta del suo cono; lo Slamet (3432 m) e il Sundara (3151 m) a sud di Pekalongan; il Lawu (3269 m) a est di Surakarta e, più a oriente, il Semeru (3676 m) e il Raung (3332 m), che domina lo stretto di Bali. In complesso con i suoi 121 vulcani, di cui 27 tuttora attivi, Giava è certo il territorio più ricco di vulcani del mondo. Il clima è equatoriale, ma temperato in parte dall'influenza del mare, che si fa sentire anche nell'interno, e dall'altitudine. La piovosità è notevole e ben distribuita, ma subisce l'influenza dei monsoni specialmente nella parte orientale, dove domina per alcuni mesi il monsone asciutto proveniente dall'Australia, per cui in quelle zone si nota una stagione secca abbastanza decisa, che in certi anni insidia lo sviluppo delle coltivazioni. La temperatura è quasi dovunque alta e costante e le medie annuali variano da 25 a 27 °C; Giacarta ha un'escursione annua di appena un centigrado, con dei massimi che non arrivano a 33 °C e con dei minimi che non scendono sotto i 20 °C. Nelle zone più elevate sul mare la temperatura si attenua e il clima diventa sopportabile anche per gli Europei, che hanno fondato sugli altopiani stazioni di soggiorno.
La vegetazione, grazie alla fertilità dei terreni di disfacimento vulcanico e all'abbondanza delle precipitazioni, è rigogliosissima: le case e i centri minori appaiono come seppelliti tra il verde. Anche il paesaggio vegetale però varia con l'altitudine, per cui si distinguono quattro zone altitudinali di vegetazione: la zona bassa fino a 700 m comprende la cimosa costiera spesso paludosa, la pianura già coperta da foreste equatoriali e ora in gran parte occupata da risaie e da piantagioni di palme da cocco e, nella parte orientale più scarsa di piogge, da savane più o meno poste a coltura. La seconda fascia da 700 a 1500 m era pure occupata da foreste pluviali, ma queste sono state in buona parte sostituite da piantagioni di Hevea brasiliensis, di caffè, di tabacco. La terza zona fino a 2000 m vede diminuire la grandezza e il numero delle piante forestali a cui si alternano alberi della zona temperata: in netta diminuzione o del tutto mancanti il sottobosco e le epifite. Infine al di sopra dei 2000 m si trovano boschi di tipo alpino alternati con prati e con pascoli.
Ricchissima è anche la fauna: tra i mammiferi più grossi si trova il rinoceronte giavanese a un solo corno, la tigre e numerose scimmie, tra cui assai diffuso il Macacus. Innumerevoli gli uccelli di ogni genere e tra essi ben noto il pavone, con penne più splendide di quelle del pavone indiano, e infinita la varietà e il numero degli insetti.

## Geografia umana
A Giava sorge la capitale dell'Indonesia, Giacarta. Sono popolari destinazioni turistiche la città di Yogyakarta, un enorme monumento a forma piramidale dedicato a Buddha conosciuto come il Borobudur, e Prambanan, il maggior tempio indù dell'isola. Giava ha una densità di abitanti tra le più alte al mondo, e vi abita circa il 60% della popolazione complessiva dello Stato indonesiano. A partire dagli anni settanta, il governo indonesiano ha attuato dei programmi di trasmigrazione (indonesiano transmigrasi) finalizzati a reinsediare la popolazione di Giava su altre isole meno popolose dell'arcipelago. Questo programma ha ottenuto diversi risultati, e può esser ritenuto causa di molti eventi di tensione etnica e violenza tra la popolazione nativa e i "colonizzatori".
L'isola è suddivisa amministrativamente in 4 province, una regione speciale (daerah istimewa) e un distretto speciale per la capitale (daerah khusus ibukota):
- Banten
- Giacarta[3]
- Giava Occidentale (Jawa Barat)
- Giava Centrale (Jawa Tengah)
- Giava Orientale (Jawa Timur)
- Yogyakarta[4]

## Storia
Giava è conosciuta anche per l'uomo di Giava, una serie di resti fossili di Homo erectus ritrovati nelle vicinanze del fiume Brantas nella parte orientale dell'isola. Due milioni di anni fa, le piogge nelle isole della Sonda e sul plateau del Digul furono molto consistenti, e permisero il prosperare di una folta vegetazione tropicale. A sua volta ciò permise a molte culture preistoriche di emergere, come evidenziano i molti ritrovamenti fossili in questa regione. L'isola di Giava fu probabilmente il luogo dove sopravvissero gli ultimi Homo erectus, della sottospecie soloensis, fino a circa 100.000 anni fa, quando in Africa era già comparso da molto tempo Homo sapiens.

### Regni indù e buddhisti
Ci restano molte prove dei passati regni di Giava, ad esempio i celebri templi buddhista di Borobudur e indù di Prambanan. In effetti, la cultura giavanese e la lingua stessa sono stati pesantemente influenzate dalle culture e dalle lingue del subcontinente indiano. Nel VI e VII secolo nacquero a Giava e Sumatra svariati regni che riuscirono poi a controllare le acque dello Stretto di Malacca. Gli stessi regni prosperarono con l'aumentare del commercio marino tra Cina e India e oltre. In questo periodo, scienziati dall'India e dalla Cina visitarono i regni lontani allo scopo di tradurre testi religiosi e letterari.
Il più importante tra i regni indù fu il regno Majapahit con base nella parte centrale di Giava, da dove governava una larga parte di quella che è ora conosciuta come Indonesia occidentale. Il nome dell'impero Majapahit è ancor oggi evocato dagli odierni dirigenti indonesiani per promuovere l'unità e la legittimità dello Stato. I resti di questo regno passarono sotto l'egida di Bali durante il XVI secolo quando i regni islamici della parte occidentale dell'isola guadagnarono potere diventando sempre più potenti

### Regni islamici e colonizzazione olandese
I primi "evangelizzatori" musulmani vennero chiamati Wali Songo, i nove ambasciatori. Alcuni tra loro erano di origini cinese, portando alle speculazioni sull'influenza di Zheng He nei commerci nello stretto di Malacca. Molte delle loro tombe sono ancora ben conservate, e spesso oggetto di pellegrinaggio. Le maggiori caratteristiche dell'Islam che sono adottate a Giava sono mescolate con credenze indigene di lunga data, e hanno un sapore decisamente locale. Ad esempio, la leggenda di Nyai Roro Kidul venne creata mescolando le credenze comuni sulla sponda meridionale di Giava alle influenze islamiche.
Marco Polo descrive l'isola ne Il Milione ma non vi è certezza sul fatto che vi sia sbarcato:
(cap. 159 Dell'isola di Iava)
La Compagnia olandese delle Indie orientali (VOC) stabilì il suo centro amministrativo e commerciale a Batavia (oggi Giacarta). Questa capitale, insieme ad altre città costiere come Semarang e Surabaya, fu il cuore delle attenzioni olandesi durante la maggior parte del periodo coloniale. La VOC mantenne il controllo sull'interno montuoso dell'isola attraverso un sistema di stati indigeni suoi clienti come il Mataram.
La VOC instaurò una serie di docili stati fantoccio nell'interno dell'isola, che le permisero di concentrarsi sul commercio a Batavia e lungo la costa. Sostenere i principi clienti contro le pretese di rivali e ribelli si rivelò, tuttavia, uno sforzo oneroso, defatigante e spesso sanguinoso a causa dell'interminabile sequenza di guerre di successione. Alla fine la VOC elaborò un compromesso dividendo il Mataram in due corti distinte a Yogyakarta e Surakarta, con governanti locali ufficialmente indipendent ma controllati da residenti olandesi, mentre Batavia e le coste erano amministrate direttamente. Nel 1740, le rivolte scoppiate a Batavia con la probabile connivenza degli olandesi condussero al massacro di decine di miglaia di cinesi, cui seguì una ribellione che causò a sua volta molti danni e ulteriori perdite di vite prima di essere soffocata. La seconda metà del Settecento fu generalmente più tranquilla, ma sia la VOC sia Giava erano chiaramente in stagnazione. Secondo Ricklefs "fra corruzione, inefficienza e crisi finanziaria, questo primo impero olandese in Indonesia si stava lentamente addormentando".
Nel contesto delle guerre napoleoniche, Giava fu l'ultima delle colonie olandesi e francesi dell'Asia e dell'Oceano Indiano ad essere investita da una spedizione britannica, partita dal Raj Britannico in India: essa sbarcava il 30 luglio 1811 sull'isola e progressivamente sloggiava i franco-olandesi dalle loro posizioni, sino alla resa finale, avvenuta il 18 settembre seguente (Guerra anglo-olandese per Giava). Seguirono cinque anni di occupazione britannica, sinché, nel 1816, l'isola venne resa al neonato Regno Unito dei Paesi Bassi, ai sensi del Trattato anglo-olandese del 1814.
Nel XIX secolo il governo olandese assunse il controllo diretto dei territori prima appartenenti alla Compagnia Unita delle Indie Orientali. Verso la metà del XIX secolo attuò la politica di cultuurstelsel e cultuurprocenten, che diede l'avvio a diffuse povertà e carestie. Un autore olandese, Douwes Dekker, scrisse con lo pseudonimo di Multatuli un romanzo dal titolo Max Havelaar per protestare contro queste condizioni, e in cambio i movimenti sociali e politici, sdegnati da questa protesta, diedero come risultato la politica etica, tramite la quale alle élite giavanesi veniva data la possibilità di avere un'educazione di stampo olandese a Giava o negli stessi Paesi Bassi. È da questa élite che provennero i maggiori leader nazionalisti. Formarono il nucleo del nuovo governo quando l'Indonesia divenne indipendente nel 1949.

### Dopo l'indipendenza
Con l'istituzione di Giacarta come capitale, e le radici giavanesi della maggior parte delle figure politiche indonesiane, quest'isola rimane politicamente ed economicamente dominante sul resto del Paese. Mentre larga parte rurale dell'isola è molto povera, le aree urbane di Giava sono tra le più ricche e sviluppate regioni dello Stato. Entrambi i presidenti Sukarno e Suharto, che hanno governato l'Indonesia per un periodo totale di 49 anni dal momento dell'indipendenza, erano di Giava.
Questa predominanza politica è sfociata in un risentimento da parte di alcuni residenti dell'isola. Il conosciuto e rispettato autore indonesiano Pramoedya Ananta Toer suggerì che la capitale indonesiana venisse spostata al di fuori dell'isola di Giava, così da liberare il movimento nazionalista indonesiano del suo carattere "Giava-centrico".

## Cultura
Parlando in generale, le tre maggiori culture di Giava rappresentano le tre zone geografiche principali dell'isola: quindi ovest, centro ed est. Nella zona centrale, nelle città reali di Yogyakarta e Surakarta, i sultani contemporanei spingono i loro alberi genealogici fino ai regni islamici precoloniali che governarono la regione, rendendo queste zone importanti miniere di cultura classica giavanese. Le arti classiche di Giava comprendono la musica gamelan e gli spettacoli di marionette wayang.
Giava fu il luogo di molti regni influenti per la regione del sud-est asiatico, e, come risultato di ciò, molte opere letterarie sono state scritte da autori giavanesi, ad esempio Ken Arok e Ken Dedes, la storia dell'orfano che usurpò il trono del re e sposò la regina dell'antico regno di Giava, e traduzioni di Rāmāyaṇa e Mahābhārata. Pramoedya Ananta Toer è un famoso autore contemporaneo, che ha scritto molte storie basandosi sulla sua personale esperienza di vita e prendendo molti elementi dal folklore e dalle leggende del luogo.

## Religione
La maggior parte degli abitanti è musulmana. Ridotte enclave indù sono sparse su tutta l'isola e questa religione prevale lungo la costa orientali nei dintorni di Bali, specialmente vicino alla città di Banyuwangi. Ci sono anche piccole comunità cristiane, principalmente relegate nelle città principali: alcune zone rurali della Giava centrale hanno forti influenze cristiane. Comunità buddiste sono anche presenti nelle principali città, soprattutto tra gli Indocinesi.

## Gruppi etnici
- Tengger
- Badui
- Osing
- Giavanesi
- Sundanesi
- Maduresi
- Indocinesi
- Banyumasan